# Procâmbio

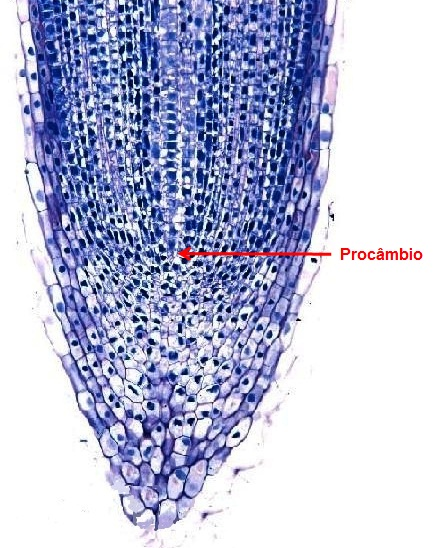
Esquema histológico mostrando o procâmbio

Procâmbio é a camada tecidual do meristema apical das plantas vasculares, que dá origem ao xilema e floema primário, e ao câmbio vascular que dá origem ao xilema e floema secundário. O procâmbio do meristema apical radicular, forma o cilindro vascular e o Procâmbio do Meristema Apical caulinar, dá origem ao sistema vascular. É constituído por células largas, dispostas paralelamente relativamente ao eixo da planta.
Os meristemas primários, localizam-se nas extremidades do caule e das raízes, o meristema caulinar e o meristema radicular. Em ambos os tipos de meristemas primários, distinguem-se, internamente, regiões que possuem células em vários estágios de diferenciação, que são denominadas:  protoderme, meristema fundamental e procâmbio. Dessa forma, entende-se o procâmbio, como um tecido meristemático diferenciado que dará origem aos tecidos condutores (xilema e floema) primários e ao câmbio vascular que dará origem ao xilema e floema secundários.
As células do procâmbio, usualmente, aparecem como feixes entre as células do meristema fundamental. Numa secção transversal, as células do procâmbio, em muitas plantas, aparecem como feixes isolados, arranjados em um círculo; em outras plantas, os feixes podem estar muito próximo uns dos outros, de tal maneira que se forma um cilindro contínuo de procâmbio, separando totalmente o meristema fundamental em duas regiões. 
Na maioria das monocotiledôneas, os feixes de procâmbio não estão restritos a um único círculo, mas encontram-se dispersos irregularmente no meristema fundamental. Em algumas gramíneas (aveia, cevada, centeio, trigo, arroz) os feixes de procâmbio encontram-se restritos a dois círculos. 
Em partes um pouco mais velhas do corpo primário da planta, onde já ocorreu uma certa diferenciação nos feixes de procâmbio, observa-se que uma parte do mesmo permanece indiferenciada no centro do feixe; na parte do feixe voltada para o exterior, o procâmbio dá origem às células do floema primário e, para o interior do corpo da planta, dá origem às células do xilema primário. 
Toda a região meristemática da raiz é ocupada pelo procâmbio, que forma um cilindro sólido. O procâmbio da raiz forma a região do corpo primário da mesma denominada cilindro central (ou cilindro vascular). Os tecidos formados pelo procâmbio da raiz são, também, tecidos condutores, xilema e floema, da mesma maneira que no caule; há, entretanto, na raiz, modificação no arranjamento de ambos os tecidos condutores. No caule, como visto anteriormente, xilema e floema formados pelo procâmbio da gema caulinar arranjavam-se em feixes; na raiz, o procâmbio forma xilema e floema com disposição alternada. Como o meristema fundamental não existe no interior da extremidade meristemática da raiz, pois aí se diferencia o cilindro procambial, no centro da mesma não há formação de medula, como ocorre no corpo primário do caule.
O xilema é o tecido de transporte de água e sais minerais através do corpo das plantas. Trata-se de um tecido complexo, com origem no procâmbio ou no câmbio vascular, conforme se trate de xilema primário ou secundário. Nas traqueófitas não angiospérmicas, o xilema apresenta apenas um tipo de célula transportadora (traqueídes), sendo um tecido menos eficiente.
Podem ser reconhecidos 4 tipos de células no xilema de uma angiosperma:
·                   Traqueídes - células relativamente longas e estreitas, com parede secundária lenhificada, o que as torna células mortas. As suas extremidades transversais são estreitas e cobertas por uma fina membrana, enquanto as paredes laterais são espessas e apresentam numerosas pontuações ou poros, locais onde não existe parede secundária, permitindo a passagem de substâncias. Estas células alinham-se topo a topo, de modo a facilitar o movimento de água no seu interior;
·                    Elementos dos vasos - células mais curtas e largas que os traqueídes, apresentam a mesma parede secundária lenhificada. Neste caso, as paredes transversais desaparecem, ficando as células, alinhadas topo a topo, a formar um tubo. As paredes laterais apresentam pontuações, simples ou aureoladas. Este tipo de célula é muito mais eficiente na deslocação de água, mas menos eficiente como estrutura de suporte;
·                    Fibras xilémicas - surgem como resultado da pouco capacidade de suporte dos elementos dos vasos. São fibras de esclerênquima que intermeiam as células transportadoras do xilema;
·                    Células parenquimáticas - células com função de reserva e controlo do movimento de soluções no tecido vascular;
O floema é o tecido complexo de transporte de soluções orgânicas, podendo igualmente ser primário ou secundário, como o xilema. Este tecido apresenta, igualmente, quatro tipos de células, análogas às do xilema:
·                   Elementos dos tubos crivosos - a designação destas células vivas deriva do aspecto das suas paredes transversais, que formam as placas crivosas. Estas células estão sempre associadas a células companheiras, sem as quais morrem. O seu citoplasma permanece vivo e funcional, embora altamente modificado e especializado (não apresentam núcleo, por exemplo). A separação entre o vacúolo e o citoplasma não é nítida pois o tonoplasto é destruído durante a diferenciação celular. Existem filamentos proteicos que atravessam a célula longitudinalmente, passando através da placa crivosa para a célula seguinte;
·                   Células companheiras - células vivas e pequenas, de citoplasma ativo e denso, que controlam o movimento de substâncias nos elementos dos tubos crivosos, estabelecendo, por esse motivo, numerosos plasmodesmos com estes;
·                   Fibras floémicas - em tudo semelhantes às fibras xilémicas, têm função de sustentação. São as únicas células mortas do floema;
·                   Células parenquimatosas - célula vivas, com função, tal como as do xilema, de reserva de nutrientes para os restantes componentes do floema.